# Ashland, Missouri
Ashland är en ort i Boone County i Missouri.  Vid 2010 års folkräkning hade Ashland 3 707 invånare.